# Slatkiši
Slatkiši su opći naziv za hranu slatkog okusa, koja sadrži šećer ili umjetne zaslađivače. Popularni su među djecom.
Proizvedeni su najčešće industrijski ili ručno. Prodaju se u prodavaonicama mješovite robe, slastičarnicama ili u specijaliziranim prodavaonicama slatkiša. Srodno područje je pekarstvo, pogotovo kada se radi o proizvodnji kolača i slastica.  

## Vrste slatkiša
- čokolada
- bomboni
- sladoled
- keksi
- žvakaće gume
- vafli
- žitne pločice (müsli)
- halva

## Zdravlje
Smatra se da muškarci s velikim unosom saharoze imaju daleko veću šansu za obolijevanje od srčanih bolesti u životnoj dobi od 45 do 65 godina nego oni koji konzumiraju malo saharoze (slatkiša, kolača i sl.)
Znanstvena istraživanja pokazuju blagotvorne učinke pojedinih slatkiša, kao što je tamna čokolada koja u određenoj količini smanjuje rizik od nastanka srčanog udara, a čokolada prema profesoru dr. Ivi Belanu popravlja raspoloženje, djeluje kao stimulans i štiti stanice organizma.

## Galerija
- Sladoledni kup
- Čokoladna pločica
- Rahat lokum